# London and North Eastern Railway

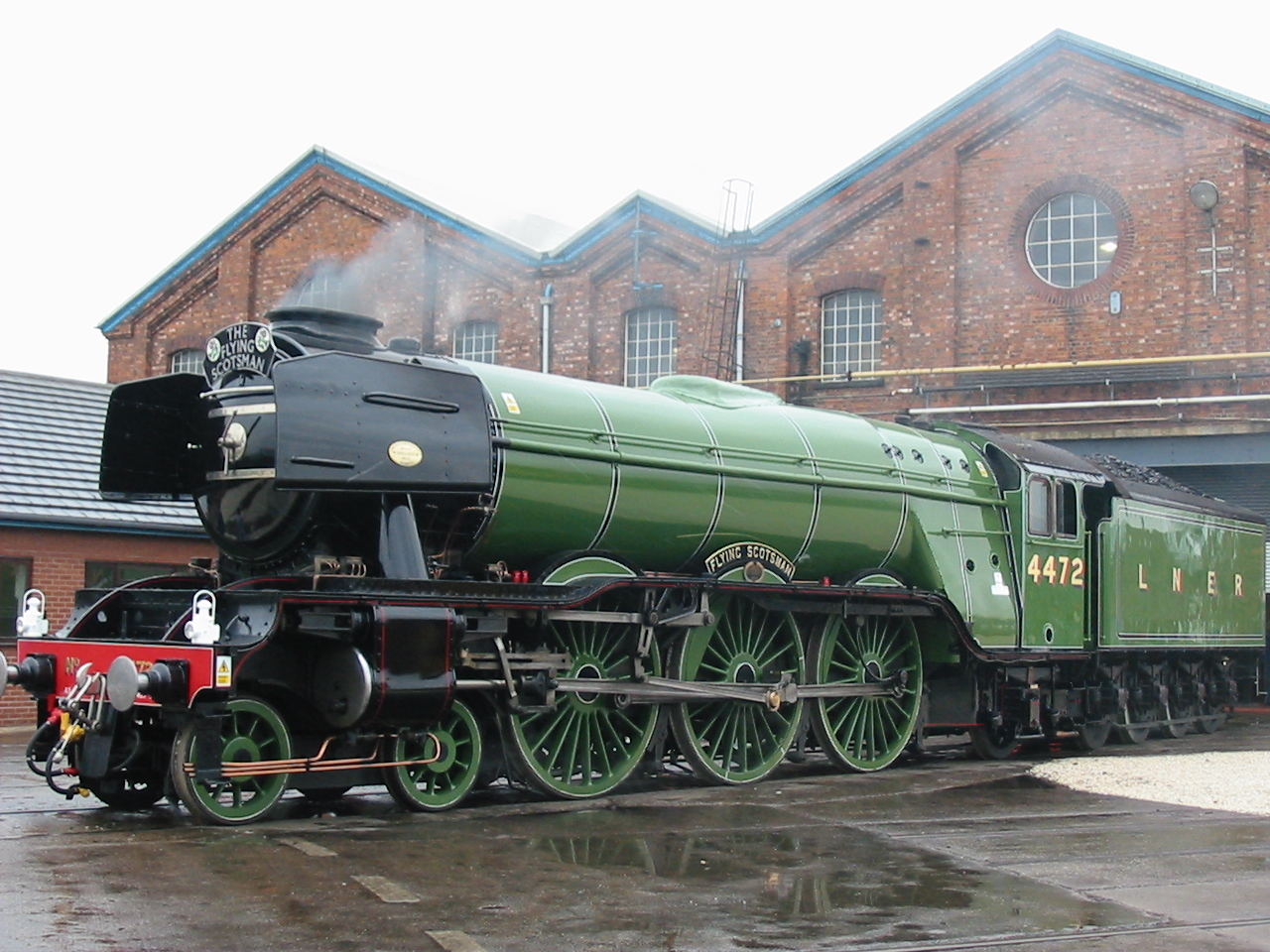
Der „Flying Scotsman“ vor der Hauptwerkstätte der LNER in Doncaster

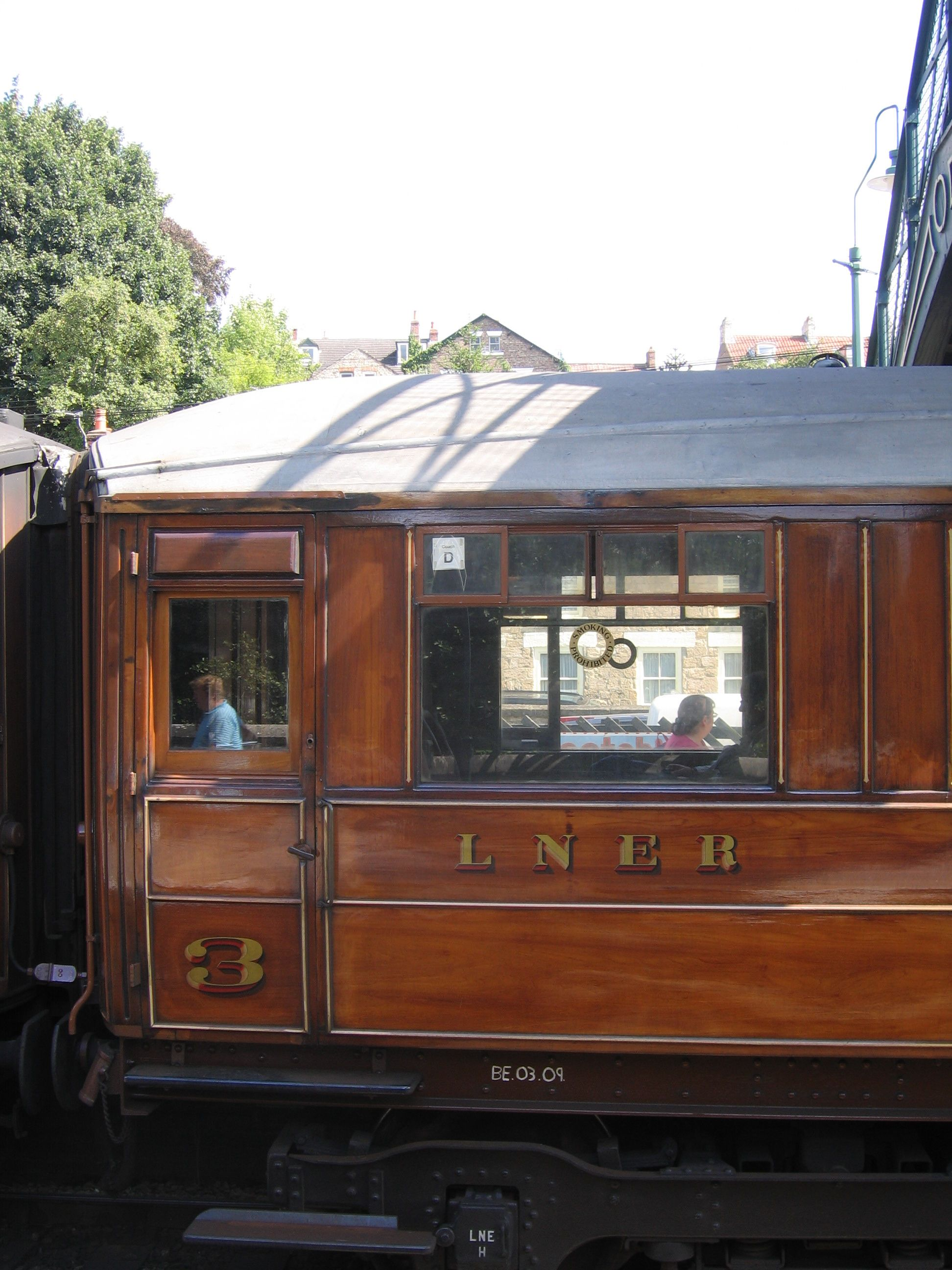
Wagen der LNER auf der North Yorkshire Moors Railway

Die London and North Eastern Railway (LNER) war die zweitgrößte der sogenannten „Big Four“, der vier britischen Eisenbahngesellschaften, die 1923 im Zuge einer Neuordnung des Eisenbahnwesens auf Grundlage des Railways Act 1921, dem sogenannten Grouping, geschaffen wurden. Die Gesellschaft existierte vom 1. Januar 1923 bis zur Schaffung der British Railways am 1. Januar 1948. 

## Gründung
Mit dem Inkrafttreten des Railways Act 1921 am 1. Januar 1923 entstand die LNER durch Zusammenlegung zahlreicher Eisenbahngesellschaften. Das Streckennetz hatte eine Gesamtlänge von 6.590 Meilen (10.606 km). Der größte Teil davon, 1.757 Meilen (2.828 km), stammte von der North Eastern Railway, gefolgt von der North British Railway mit 1.378 Meilen (2.218 km). Die LNER war zusammen mit der London, Midland and Scottish Railway (LMS) an der Midland and Great Northern Joint Railway beteiligt, die dann 1936 vollständig in der LNER aufging.

## Streckennetz
Wie der Name schon andeutet, bediente die LNER von London ausgehend den östlichen und nördlichen Teil des Landes bis hinauf nach Schottland. Der größte Teil Englands östlich der Pennines gehörte zum Gebiet der LNER, darunter das Flachland von East Anglia. Der Bahnhof King’s Cross war der wichtigste Londoner Fernbahnhof der LNER. Hier beginnt die zentrale Hauptstrecke East Coast Main Line über York und Newcastle upon Tyne nach Edinburgh. Weitere wichtige Strecken führen von Edinburgh nach Aberdeen und Perth. Die Hauptwerkstätten der Gesellschaft befanden sich in Doncaster.

## Fahrzeugpark und Infrastruktur
Typisch für die LNER waren die Schnellzuglokomotiven mit hellgrüner Lackierung (applegreen, auch Doncaster-green genannt) und die teakholzfarbenen Reisezugwagen. Alle übrigen Lokomotiven waren schwarz lackiert.
Nach dem Zusammenschluss besaß die LNER 
- 7.700 Dampflokomotiven, 140 elektrische Triebwagen, 6 Elektrolokomotiven und 10 Triebwagen mit Verbrennungsmotor
- 20.000 Reisezugwagen und 29.700 Güterwagen
- 12 Hochsee- sowie eine größere Anzahl an Binnenschiffen
- Docks, Hafenanlagen und Piers an mehr als 20 verschiedenen Orten, darunter Harwich und London
- 23 Hotels

## Leitende Ingenieure
Sir Nigel Gresley, einer der bekanntesten Lokomotivkonstrukteure der Welt, war zwischen 1923 und 1941 leitender Ingenieur (Chief Mechanical Engineer, CME) der LNER, eine Position, die er zuvor schon bei der Great Northern Railway ausgefüllt hatte. Zu seinen Schöpfungen gehören die offiziell schnellste Dampflokomotive der Welt, die „Mallard“ (Klasse A4) sowie die nicht weniger berühmte Klasse A3, zu der die oben im Bild gezeigte Lokomotive „Flying Scotsman“ gehört.
1941 folgte Edward Thompson, der bis 1946 im Amt war. Arthur Peppercorn war nur während 18 Monate tätig, er entwarf unter anderem die LNER-Klasse A1 (Peppercorn).

## Verstaatlichung
Die LNER wurde 1948 verstaatlicht und ging zusammen mit den drei anderen der „Big Four“ in der British Railways auf. Ein Grund für diesen Zusammenschluss war, dass er die Reparatur der Kriegsschäden organisatorisch vereinfachte und beschleunigte. Nach der Privatisierung von British Rail ging das Franchise für die Fernschnellzüge auf der East Coast Main Line an das Bahnverkehrsunternehmen Great North Eastern Railway (GNER), deren Name bewusst so gewählt wurde, dass sie an die LNER erinnert.

## Ursprungsgesellschaften der LNER

### Hauptgesellschaften
Die Hauptgesellschaften, aus denen die LNER entstand, waren (in Klammern Länge des Streckennetzes):
- Great Central Railway – GCR (1372 km)
- Great Eastern Railway – GER (1917 km)
- Great Northern Railway – GNR (1692 km)
- Great North of Scotland Railway – GNSR (538 km)
- Hull and Barnsley Railway – H&BR (171 km), bereits am 1. April 1922 mit der NER fusioniert
- North British Railway – NBR (2218 km)
- North Eastern Railway – NER (2829 km)

### Gesellschaften
Drei weitere Gesellschaften führten ihren Betrieb eigenständig durch:
- Colne Valley and Halstead Railway (31 km)
- East and West Yorkshire Union Railway (15 km)
- Mid-Suffolk Light Railway (31 km)

### Tochtergesellschaften
Die Tochtergesellschaften existierten nur dem Namen nach, wurden aber aus juristischen Gründen gleichwohl im Railways Act genannt.
Ursprüngliche Muttergesellschaft NER:
- Brackenhill Light Railway
- Forcett Railway (9 km)
- Great North of England, Clarence and Hartlepool Junction Railway (10 km)

Ursprüngliche Muttergesellschaft GCR:
- Humber Commercial Railway and Dock
- Mansfield Railway (16 km)
- North Lindsey Light Railway (19 km)
- Seaforth and Sefton Junction Railway
- Sheffield District Railway (7 km)

Ursprüngliche Muttergesellschaft GER:
- London and Blackwall Railway (10 km)

Ursprüngliche Muttergesellschaft GNR:
- East Lincolnshire Railway (76 km)
- Horncastle Railway (12 km)
- Nottingham and Grantham Railway and Canal (37 km)
- Nottingham Suburban Railway (6 km)
- Stamford and Essendine Railway (20 km)

Ursprüngliche Muttergesellschaft NBR:
- Edinburgh and Bathgate Railway (16 km)
- Forth and Clyde Junction Railway (49 km)
- Gifford and Garvald Railway (15 km)
- Kilsyth and Bonnybridge Railway (14 km)
- Lauder Light Railway (16 km)
- Newburgh and North Fife Railway (21 km)

Ursprüngliche Muttergesellschaft H&BR:
- South Yorkshire Junction Railway (18 km)

Zwei oder mehr ursprüngliche Muttergesellschaften:
- Nottingham Joint Station Committee
- West Riding Railway Committee (52 km)

### Unabhängig betriebene Gemeinschaftsunternehmen
- East London Railway: Gemeinsam geleast von LNER, Southern Railway, Metropolitan Railway (MetR) und Metropolitan District Railway. Personenverkehr durch MetR, Güterverkehr durch LNER
- Cheshire Lines Committee: Gemeinsamer Betrieb von LNER und London, Midland and Scottish Railway (LMSR). LNER stellte Lokomotiven zur Verfügung, CLC das übrige Rollmaterial.
- Manchester, South Junction and Altrincham Railway: Gemeinsamer Betrieb durch LNER und LMSR